# Yukio Sakurauchi
Yukio Sakurauchi (櫻内 幸雄), né le 14 octobre 1888 à Hirose au Japon et décédé à l'âge de 58 ans le 9 octobre 1947, est un entrepreneur et homme politique japonais. Il est le père du politicien Yoshio Sakurauchi et grand-père du controversé Seiichi Ota (en).

## Biographie
Né à Hirose dans la préfecture de Shimane (aujourd'hui dans la ville de Yasugi), Sakurauchi est issu d'une ancienne famille samouraï au service du domaine de Matsue. Son père s'installe à Yonago dans la préfecture de Tottori en 1885 et fonde une entreprise de fabrication et de vente de roues à aubes. La société est un échec et la famille s'installe à Sakaiminato où elle ouvre une épicerie en 1886 et commence à fabriquer et vendre du tofu en 1887. Sakurauchi quitte le domicile familial en 1893 pour travailler dans une papeterie à Yokohama pour un petit salaire. En 1895, il s'installe à Tokyo et travaille comme linotypeur et artisan dans un journal, devenant plus tard journaliste pour l'agence de presse d'une compagnie de télégraphe en 1902, puis directeur exécutif de l'association de courses hippiques Ogura en 1907. Il fait fortune l'année suivante en spéculant sur les chevaux et est nommé président de la compagnie d'électricité de Saitama en 1909 puis celui de la compagnie d'hydroélectricité d'Okayama en 1917.
Sakurauchi est élu à la chambre des représentants de la Diète du Japon lors des élections législatives japonaises de 1920, sous la bannière du Rikken Seiyūkai, et est réélu six fois de suite. Il est nommé président de la compagnie Ibiden en 1925. Il change ensuite d'affiliation politique et rejoint le Rikken Minseitō, avant d'en devenir secrétaire général en 1927.
En 1931, le premier ministre Wakatsuki Reijirō le nomme ministre du Commerce et de l'Industrie. En 1939, il devient ministre de l'Agriculture et des Forêts dans le gouvernement de Kōki Hirota. Comme tous les autres hommes politiques japonais, Sakurauchi est forcé de rejoindre l'association de soutien à l'autorité impériale créée par le premier ministre Fumimaro Konoe en 1940. De mai 1945 à avril 1946, il est membre du Conseil privé.
Après la reddition de 1945, Sakurauchi est cependant purgé de la fonction publique comme tous les autres membres du gouvernement de guerre. Il meurt l'année suivante.